# Kyosuke Usuta
Kyosuke Usuta (うすた 京介?, Usuta Kyosuke; Kōshi, 25 maggio 1974) è un fumettista giapponese. È famoso soprattutto per Pyuu to fuku! Jaguar e Sexy Commando Gaiden: Sugoiyo! Masaru-san. Inizia la sua carriera nel 1990 pubblicando una storia autoconclusiva per il concorso Gag King, dove non arrivò primo ma ottenne comunque il premio speciale. Parteciperà ad un nuovo concorso per manga umoristici l'anno successivo, il Premio Akatsuka, dove otterrà una menzione speciale. Il suo esordio su Weekly Shōnen Jump inizia con Sexy Commando Gaiden pubblicato a partire dal numero 52 1995 fino al numero 40 del 1997. Quest'opera ottiene anche un anime di 48 episodi prodotto da Madhouse. Successivamente ha pubblicato Bushizawa Receive nel 1999 e Pyū to Fuku! Jaguar dal numero 38 del 2000 al numero 38 del 2010, durando esattamente per 10 anni. Durante questo decennio Jaguar viene adattato in un flash-anime, in un film e in un live action. Torna sui manga il 5 settembre 2015 pubblicando una nuova serie su Jump+, Food fighter Tabelu. Nei primi anni di serializzazione di Jaguar ha avuto come assistente Kohei Fujino, il quale ha pubblicato alcuni anni dopo una serie su Shonen Jump.

## Opere pubblicate
- Sexy Commando Gaiden: Sugoyo! Masaru-san (Weekly Shōnen Jump, dal n.52 1995 al n.40 1997)
- Bushizawa Receive (Weekly Shōnen Jump, dal n.18 1999 al n.40 1999)
- Pyū to Fuku! Jaguar (Weekly Shōnen Jump, n.38 2000 al n.38 2010)
- Shoulder Tackle Yasuzaki-man (Weekly Shōnen Jump, 2007, storia autoconclusiva)
- Double Mamedaishi (Weekly Shōnen Jump, 2009, storia autoconclusiva)
- Poh (Weekly Shōnen Jump, 2010, storia autoconclusiva)
- Food fighter Tabelu (Jump+, 2015)